# لوسيان هيرفيه
لوسيان هيرفيه (بالفرنسية: Lucien Hervé)‏ هو مصور فرنسي ومجري، ولد في 7 أغسطس 1910 في هدمزوفازارهلي في المجر، وتوفي في 26 يونيو 2007 في باريس في فرنسا.